# ولسوالی گرمسیر
گرمسیر یکی از ولسوالی‌های ولایت هلمند در جنوب افغانستان است. این ولسوالی بزرگ‌ترین ولسوالی ولایت هلمنداست و مرکز این ولسوالی شهر قدیمی گرشک می‌باشد که در مجاورت رودخانه هیرمند قرار گرفته است. جمعیت آن در سال ۲۰۱۲ (میلادی) ۸۵٬۵۰۰ نفر اعلام شده است. باشندگان این ولسوالی پشتون‌ها هستند.